# Marten de Roon
Marten Elco de Roon (* 29. března 1991 Zwijndrecht) je nizozemský profesionální fotbalista, který hraje na pozici defensivního záložníka za italský klub Atalanta BC a za nizozemský národní tým.
Dříve hrál za Spartu Rotterdam, SC Heerenveen a anglický Middlesbrough.

## Reprezentační kariéra
Dne 13. listopadu 2016 debutoval za seniorský tým, když v 88. minutě kvalifikačního utkání proti Lucembursku vystřídal Barta Ramselaara.
Dne 1. června 2021 byl Frankem de Boerem nominován na závěrečný turnaj EURO 2020.

## Statistiky

### Klubové
K 23. květnu 2021
| Klub             | Sezóna            | Liga              | Liga   | Liga | Pohár  | Pohár | Ligový pohár | Ligový pohár | Evropské poháry | Evropské poháry | Ostatní | Ostatní | Celkem | Celkem |
| Klub             | Sezóna            | Liga              | Zápasy | Góly | Zápasy | Góly  | Zápasy       | Góly         | Zápasy          | Góly            | Zápasy  | Góly    | Zápasy | Góly   |
| ---------------- | ----------------- | ----------------- | ------ | ---- | ------ | ----- | ------------ | ------------ | --------------- | --------------- | ------- | ------- | ------ | ------ |
| Sparta Rotterdam | 2009/10           | Eredivisie        | 3      | 0    | 0      | 0     | —            | —            | —               | —               | 0       | 0       | 3      | 0      |
| Sparta Rotterdam | 2010/11           | Eerste Divisie    | 27     | 0    | 0      | 0     | —            | —            | —               | —               | 0       | 0       | 27     | 0      |
| Sparta Rotterdam | 2011/12           | Eerste Divisie    | 28     | 2    | 3      | 0     | —            | —            | —               | —               | 2       | 0       | 33     | 2      |
| Sparta Rotterdam | Celkem            | Celkem            | 58     | 2    | 3      | 0     | —            | —            | —               | —               | 2       | 0       | 63     | 2      |
| Heerenveen       | 2012/13           | Eredivisie        | 26     | 1    | 2      | 0     | —            | —            | 4               | 1               | —       | —       | 32     | 2      |
| Heerenveen       | 2013/14           | Eredivisie        | 32     | 3    | 3      | 0     | —            | —            | —               | —               | —       | —       | 35     | 3      |
| Heerenveen       | 2014/15           | Eredivisie        | 36     | 1    | 1      | 0     | —            | —            | —               | —               | —       | —       | 37     | 1      |
| Heerenveen       | Celkem            | Celkem            | 94     | 5    | 6      | 0     | —            | —            | 4               | 1               | —       | —       | 104    | 6      |
| Atalanta         | 2015/16           | Serie A           | 36     | 1    | 1      | 1     | —            | —            | —               | —               | —       | —       | 37     | 2      |
| Middlesbrough    | 2016/17           | Premier League    | 33     | 4    | 2      | 1     | 0            | 0            | —               | —               | —       | —       | 35     | 5      |
| Middlesbrough    | 2017/18           | Championship      | 1      | 0    | 0      | 0     | 0            | 0            | —               | —               | —       | —       | 1      | 0      |
| Middlesbrough    | Celkem            | Celkem            | 34     | 4    | 2      | 1     | 0            | 0            | —               | —               | —       | —       | 36     | 5      |
| Atalanta         | 2017/18           | Serie A           | 34     | 3    | 4      | 0     | —            | —            | 8               | 0               | —       | —       | 46     | 3      |
| Atalanta         | 2018/19           | Serie A           | 35     | 2    | 4      | 1     | —            | —            | 5               | 0               | —       | —       | 44     | 3      |
| Atalanta         | 2019/20           | Serie A           | 35     | 2    | 1      | 0     | —            | —            | 9               | 0               | —       | —       | 45     | 2      |
| Atalanta         | 2020/21           | Serie A           | 35     | 1    | 5      | 0     | —            | —            | 6               | 0               | —       | —       | 46     | 1      |
| Atalanta         | Celkem (Atalanta) | Celkem (Atalanta) | 175    | 9    | 15     | 2     | —            | —            | 28              | 0               | —       | —       | 218    | 11     |
| Celkem           | Celkem            | Celkem            | 361    | 20   | 26     | 3     | 0            | 0            | 32              | 1               | 2       | 0       | 421    | 24     |

### Reprezentační
K 6. červnu 2021
| Nizozemsko | Nizozemsko | Nizozemsko |
| Rok        | Zápasy     | Góly       |
| ---------- | ---------- | ---------- |
| 2016       | 1          | 0          |
| 2017       | 1          | 0          |
| 2018       | 6          | 0          |
| 2019       | 8          | 0          |
| 2020       | 4          | 0          |
| 2021       | 3          | 0          |
| Celkem     | 23         | 0          |